# Bitka pri Leuthenu
Bitka pri Leuthenu je bila odločilna bitka v zgodovini Šlezije. Maloštevilna pruska vojska je premagala večjo avstrijsko vojsko zaradi odločilnega pruskega konjeniškega napada. Tako je bila Šlezija priključena Prusiji.